# إدوارد ر. فينش
إدوارد ر. فينش (بالإنجليزية: Edward R. Finch)‏ هو محامي وقاضي أمريكي، ولد في 15 نوفمبر 1873 في نيويورك في الولايات المتحدة، وتوفي في 16 سبتمبر 1965.